# Силвер-Брук (тауншип, Миннесота)
Силвер-Брук (англ. Silver Brook) — тауншип в округе Карлтон, Миннесота, США. На 2000 год его население составило 609 человек.

## География
По данным Бюро переписи населения США площадь тауншипа составляет 51,9 км², из которых 51,9 км² занимает суша, а 0,1 км² — вода (0,20 %).

## Демография
По данным переписи населения 2000 года здесь находились 609 человек, 209 домохозяйств и 173 семьи.  Плотность населения —  11,7 чел./км².  На территории тауншипа расположено 220 построек со средней плотностью 4,2 построек на один квадратный километр. Расовый состав населения: 97,37 % белых, 0,16 % афроамериканцев, 1,31 % коренных американцев, 0,16 % азиатов и 0,99 % приходится на две или более других рас. Испанцы или латиноамериканцы любой расы составляли 0,16 % от популяции тауншипа. 24,9 % населения составляли немцы, 17,6 % шведов, 15,0 % норвежцев, 8,3 % финнов и 5,1 % поляков по данным переписи населения 2000 года.
Из 209 домохозяйств в 39,2 % воспитывались дети до 18 лет, в 74,6 % проживали супружеские пары, в 3,3 % проживали незамужние женщины и в 17,2 % домохозяйств проживали несемейные люди. 13,9 % домохозяйств состояли из одного человека, при том 5,7 % из — одиноких пожилых людей старше 65 лет. Средний размер домохозяйства — 2,91, а семьи — 3,13 человека.
28,2 % населения — младше 18 лет, 7,7 % — в возрасте от 18 до 24 лет, 27,6 % — от 25 до 44, 25,5 % — от 45 до 64, и 11,0 % — старше 65 лет. Средний возраст — 37 лет. На каждые 100 женщин приходилось 103,0 мужчин.  На каждые 100 женщин старше 18 приходилось 105,2 мужчин.
Средний годовой доход домохозяйства составлял 51 875 долларов, а средний годовой доход семьи —  55 139 долларов. Средний доход мужчин —  41 111  долларов, в то время как у женщин — 30 625. Доход на душу населения составил 18 535 долларов. За чертой бедности находились 1,1 % семей и 2,5 % всего населения тауншипа, из которых 4,2 % младше 18 лет.